# Žirje, Slovenia
Žirje este o localitate din comuna Sežana, Slovenia, cu o populație de 94 de locuitori.